# Timandra angulata
Timandra angulata är en fjärilsart som beskrevs av Georges Henri Fourcade 1785. Timandra angulata ingår i släktet Timandra och familjen mätare. Inga underarter finns listade i Catalogue of Life.